# Manfred Schneider (Politiker)
Manfred Schneider (* 4. Dezember 1925 in Nahbollenbach; † 19. November 2020) war ein deutscher Politiker der CDU.
Schneider beantragte am 15. Januar 1943 die Aufnahme in die NSDAP und wurde zum 20. April desselben Jahres aufgenommen (Mitgliedsnummer 9.421.471). Er war von Beruf Goldschmied. Er trat 1962 der CDU bei. Von 1970 bis 2009 gehörte er dem Gemeinderat in Idar-Oberstein und von 1964 bis 1984 dem Kreistag in Birkenfeld an.
1983 wurde Schneider über die Landesliste Rheinland-Pfalz in den Deutschen Bundestag gewählt. Nach seinem Ausscheiden aus dem Bundestag im Jahr 1987 rückte er am 8. Februar 1990 für den verstorbenen Abgeordneten Werner Weiß erneut in den Bundestag nach und blieb dort bis zum Ende der Wahlperiode im selben Jahr Mitglied.
Schneider erhielt alle kommunalen Ehrenzeichen der Stadt Idar-Oberstein, die Freiherr-vom-Stein-Plakette sowie das Bundesverdienstkreuz am Bande.